# Comté de Merredin
Le Comté de Merredin est une zone d'administration locale au sud-est de l'Australie-Occidentale en Australie. Le comté est situé à environ 250 kilomètres à l'est de Perth, la capitale de l'État.
Le centre administratif du comté est la ville de Merredin.
Le comté est divisé en un certain nombre de localités:
- Merredin
- Burracoppin
- Hines Hill
- Muntadgin
- Nangeenan
- Nokaning
- Tandegin

Le comté a 11 conseillers locaux et n'est pas divisé en circonscriptions.